# DJ Ötzi
DJ Ötzi (* 7. ledna 1971 v St. Johannu v Tyrolsku) je rakouský zpěvák. Jeho původní jméno je Gerhard Friedle. V současné době patří s 16 miliony prodaných nosičů k nejúspěšnějším německy mluvícím zpěvákům. Debutovým singlem Anton aus Tirol v roce 1999 bodoval v německy mluvících zemích, o rok mladší Hey Baby se pak stal celosvětovým úspěchem.
Značnou část jeho repertoáru tvoří převzaté písně (např. Doo Wah Diddy od Manfreda Manna, Live Is Life od skupiny Opus nebo i Hey Baby původně nahrané Brucem Channelem), známé melodie v upravě s textem (Tanz des Rehakles, který pracuje s titulní melodií filmu Řek Zorba) nebo písničky pro děti.

## Diskografie

### Singly
| rok  | jméno                                               | místo | místo | místo | místo | místo | místo | místo | místo | místo | místo | místo |     |
| rok  | jméno                                               | AT    | DE    | CH    | UK    | FRA   | NOR   | SWE   | NL    | AUS   | BEL   | JAP   | EU  |
| ---- | --------------------------------------------------- | ----- | ----- | ----- | ----- | ----- | ----- | ----- | ----- | ----- | ----- | ----- | --- |
| 2000 | Anton aus Tirol                                     | 1     | 1     | 2     | -     | -     | -     | -     | 2     | -     | 3     | -     | 5   |
| 2000 | Gemma Bier trinken                                  | 12    | 15    | 37    | -     | -     | -     | -     | 55    | -     | -     | -     | -   |
| 2000 | Hey Baby                                            | 4     | 11    | -     | 1     | 2     | 9     | 3     | 65    | 1     | -     | 1     | 36  |
| 2001 | X-Mas Time                                          | 15    | 54    | -     | -     | -     | -     | -     | -     | -     | -     | -     | -   |
| 2001 | Ramalamadingdong                                    | 37    | -     | -     | -     | -     | -     | -     | -     | -     | -     | -     | -   |
| 2001 | Do Wah Diddy                                        | 9     | 29    | 75    | 9     | -     | -     | -     | -     | -     | -     | -     | -   |
| 2001 | Live is Life (Here we go) (feat. Hermes House Band) | 15    | 15    | 26    | -     | 2     | -     | -     | 61    | -     | -     | -     | -   |
| 2002 | Today is the day                                    | 15    | 39    | -     | -     | -     | -     | -     | -     | -     | -     | -     | -   |
| 2003 | Burger Dance                                        | 3     | 1     | 7     | -     | -     | -     | -     | -     | -     | -     | -     | 8   |
| 2004 | Not without us                                      | 10    | 20    | -     | -     | -     | -     | -     | -     | -     | -     | -     | 63  |
| 2004 | Tanz den Rehakles                                   | 43    | -     | -     | -     | -     | -     | -     | -     | -     | -     | -     | -   |
| 2004 | Kanguru Dance                                       | 15    | 19    | -     | -     | -     | -     | -     | -     | -     | -     | -     | -   |
| 2005 | Servus die Wadln                                    | 27    | 40    | -     | -     | -     | -     | -     | -     | -     | -     | -     | -   |
| 2006 | Sieben Sünden (feat. Marc Pircher)                  | 2     | 30    | -     | -     | -     | -     | -     | -     | -     | -     | -     | -   |
| 2006 | I am the Musicman                                   | 12    | 24    | -     | -     | -     | -     | -     | -     | -     | -     | 1     | 100 |
| 2007 | Ein Stern (der deinen Namen trägt) (feat. Nik P.)   | 1     | 1     | 2     | -     | -     | -     | -     | -     | -     | 1     | -     | 9   |
| 2008 | Ich will leb'n                                      | -     | -     | -     | -     | -     | -     | -     | -     | -     | -     | -     | -   |

### Alba
| 2001 | Love,Peace & Vollgas    | 2  | -  | 23 |
| 2001 | Never Stop The Alpenpop | -  | -  | -  |
| 2002 | Today Is The Day        | 3  | -  | -  |
| 2002 | Flying To The Sky       | -  | 2  | 20 |
| 2004 | Ich war immer der Clown | 49 | -  | -  |
| 2007 | Sternstunden            | 2  | 7  | 16 |
| 2007 | Best Of                 | 2  | 25 | 3  |